# Geoff Dugmore
Geoff Dugmore (12 de abril de 1960) es un baterista escocés, productor y director musical. Fue miembro de las bandas The Europeans y Wildlife.

## Carrera
Educado en Kelvinside Academy en Glasgow, Escocia, Dugmore empezó su carrera musical tocando la guitarra. Sin embargo, se enamoró de la batería al ver fotos de Ringo Starr tocando en las grabaciones de Los Beatles, quedando inmediatamente impresionado con el set de batería. Finalmente, canjeó su set de guitarra con un amigo escolar por un set de batería. A la edad de 13 años empieza a hacer demos y a enviarlos a sellos discográficos, y tres años después, empieza a hacer versiones de bandas. Firmó contrato con el sello de corta duración Coma Recors, pero a sus 16 años lanzó una sola grabación en el sello. Dugmore se mudó a Londres a los 18 años con su banda The Europeans (Steve Hogarth, Colin Woore & Fergus Harper) y firmaron con  A&M Records.[cita requerida] Lanzaron tres álbumes: Vocabulary, Live and Recurring Dreams. La banda consiguió críticas positivas dentro de la industria pero se separaron poco tiempo después de la salida del último disco.
En 1993 Dugmore y Nigel Butler produjeron el disco "Living Your Life" de Belouis Some.
Su primera grabación de sesión importante, después de The Europeans, fue en Sleight of Hand de Joan Armatrading . Pronto Dugmore estuvo tocando en álbumes con muchos artistas importantes de alrededor del mundo incluyendo  Foreign Affair de Tina Turner, Other Side of the Mirror de Stevie Nicks , el sencillo Downtown Train de Rod Stewart, Circo beat de Fito Páez, Life through a Lens de Robbie Williams, Here we Go Again de Demi Lovato y Pandemonium de Matando Chiste . Viajó por todo el mundo constantemente con muchos eventos importantes y más recientemente ha estado grabando con Richard Ashcroft y Newton Faulkner.
En 2013, Dugmore produjo el álbum de debut para Little eye.[cita requerida][cita requerida][cita requerida]
Al día de la fecha, Dugmore ha tocado en 89 grabaciones de los Top 20 de discos de alrededor del mundo.

## Equipamiento
Dugmore actualmente toca DW drums, Remo drumheads, Sabian cymbals, y también utiliza Vater drumsticks.

## Tours en vivo
- Ronnie Lane Concierto Conmemorativo[6]
- 1 Giant Leap
- Damien Saez
- Robert Palmer
- Paul Rodgers
- Mike Scott
- Killing Joke
- Debbie Harry
- Climie Fisher
- Thompson Gemelos
- El Waterboys
- Belouis Some
- Eikichi Yazawa
- Wildlife
- The Europeans
- Fine Young Cannibals
- Psyched Up Janis
- Jimmy Nail
- Ray Davies
- Tim Finn
- Heather Nova
- Johnny Hallyday
- Lulu
- El especial de CBGB con Debbie Harry, Iggy Pop, Deee-lite, Anthony Kiedis y Lou Reed[7]